# واسیل بلاکیتنی
واسیل بلاکیتنی (اوکراینی: Василь Еллан-Блакитний؛ ۱۲ ژانویه ۱۸۹۴ – December 4, 1925 (age 31)) شاعر، سیاستمدار اهل امپراتوری روسیه بود.